# Leucostoma tetraptera
Leucostoma tetraptera là một loài ruồi trong họ Tachinidae.